# Estación de Camallera
Camallera es una estación ferroviaria situada en el municipio español de Saus, Camallera i Llampaies, en la provincia de Gerona, comunidad autónoma de Cataluña. Dispone de servicios de Media Distancia operados por Renfe.

## Situación ferroviaria
La estación se encuentra en el punto kilométrico 54,6 de la línea Barcelona-Cerbère en su sección Massanet-Massanas a Port Bou y Cerbère a 81 metros de altitud. El tramo es de vía doble y está electrificado.

## Historia
La estación fue inaugurada el 28 de octubre de 1877 con la puesta en marcha del tramo Gerona - Figueras de la línea que pretendía unir Barcelona con la frontera francesa. Las obras corrieron a cargo de la Compañía de los ferrocarriles de Tarragona a Barcelona y Francia o TBF fundada en 1875. En 1889, TBF acordó fusionarse con la poderosa MZA. Dicha fusión se mantuvo hasta que en 1941 la nacionalización del ferrocarril en España supuso la desaparición de todas las compañías privadas existentes y la creación de RENFE. 
Desde el 31 de diciembre de 2004 Renfe Operadora explota la línea mientras que Adif es la titular de las instalaciones ferroviarias.

## La estación
Está situada al este del núcleo urbano. Si bien cuenta con su antiguo edificio para viajeros realizado por TBF este fue sorprendentemente reconvertido en guardería durante un tiempo. Cuenta con dos vías principales al que acceden dos andenes laterales. Dichos andenes, como el resto del recinto fueron renovados en 2010 dotando a la estación de nuevo y pequeño recinto para viajeros.

## Servicios ferroviarios

### Cercanías
Camallera es una estación de la línea RG1 de Cercanías de Gerona.

### Media Distancia
El tráfico de Media Distancia con parada en la estación tiene como principales destinos Barcelona, Portbou y Cerbère. 
| Línea MD | Trenes   | Origen/Destino |  | Destino/Origen  | Equivalente Rodalies de Catalunya |
| -------- | -------- | -------------- |  | --------------- | --------------------------------- |
| 33       | Regional | Barcelona      |  | Portbou Cerbère |                                   |